# Mitch Cooper
Mitch Cooper is een personage uit de Amerikaanse soapserie Dallas. De rol werd vertolkt door Leigh McCloskey. Het personage werd geïntroduceerd in de tweede aflevering van het vierde seizoen en bleef tot in de voorlaatste aflevering van het vijfde seizoen. McCloskey maakte deel uit van de vaste cast en zijn naam verscheen meteen na de openingstune. Aan het einde van het achtste seizoen maakte hij een terugkeer voor vier afleveringen en nog eenmalig in de tweede aflevering van het twaalfde seizoen.

## Personagebeschrijving
Mitch is een student geneeskunde. Om zijn studie te bekostigen klust hij bij als onder andere parkeerwachter, waar hij Lucy Ewing leert kennen. Lucy wordt meteen verliefd op hem en al snel krijgt hij ook gevoelens voor haar. Het enige breekpunt in hun prille relatie is het geld van de Ewings, Mitch is arm opgegroeid en wil werken voor zijn geld, niet alles in de schoot geworpen krijgen. Zijn moeder Arliss en zus Afton komen uit Biloxi om kennis te maken met Lucy en de rest van de Ewings. Arliss maakt haar zoon duidelijk dat het geen schande is om arm te zijn, maar dat het ook niets is om trots op te zijn. Mitch en Lucy trouwen. J.R. biedt Mitch een job aan bij Ewing Oil en het appartement in de stad om in te wonen. Mitch wil geen van beide aanvaarden, maar Lucy overhaalt hem om wel in het appartement te gaan wonen. Terwijl Mitch op school is huurt Lucy een schoonmaakster in om het appartement te poetsen en laat uitschijnen dat ze het zelf doet. Als Mitch op een keer vroeger thuis is ontdekt hij dit en leest Lucy de les. Lucy besluit om zelf geld te verdienen. Via haar tante Pamela komt ze in contact met Alex Ward, die een nieuw tijdschrift wil beginnen. Lucy wordt verkozen tot Young Miss Dallas en doet de ene fotoshoot na de andere. Wat Lucy op een dag verdient, daar moet Mitch weken voor overwerken en bijklussen en hij vindt dat Lucy het belang van het geld niet kent. Lucy excuseert zich er echter niet voor dat ze veel geld verdient en vindt dat Mitch zijn principes eindelijk eens opzij moet zetten. Mitch stort zijn hart uit bij een medestudente en op een avond wordt het laat en blijft zij slapen in het bed van Mitch en Lucy terwijl Mitch op de zetel slaapt. Als Lucy thuiskomt 's morgens en het meisje uit de slaapkamer ziet komen misinterpreteert ze het. Lucy en Mitch besluiten het even rustig aan te doen en Lucy gaat terug op Southfork wonen.
Lucy en Mitch zien zich nu regelmatig maar er komt weinig schot in de zaak. Nadat hij afgestudeerd is en zijn diploma viert in de bar waar Afton zingt, redt hij het leven van een welgestelde vrouw. Hij wordt uitgenodigd bij haar thuis en haar man, dokter Waring, biedt hem een job aan als plastisch chirurg. Hoewel het niet meteen de richting was die hij uitwilde aanvaard Mitch het voorstel om zo in Dallas te kunnen blijven en zijn huwelijk een nieuwe kans te geven. Een van zijn patiënten is Evelyn Michaelson, die een facelift wil nadat haar man haar verlaten heeft. Bij een etentje met Lucy wordt hij weggeroepen voor haar en Lucy is jaloers. Intussen is Lucy gespot door fotograaf Roger, die meteen verliefd op haar is, en die vele fotoshoots doet voor Lucy. Ze vindt de foto's zo mooi dat ze die aan Mitch wil laten kijken en als ze naar het appartement gaat treft ze hem aan in tennisoutfit. Hij zegt dat hij weinig tijd heeft en even later daagt Evelyn al op, waarop Lucy het afdruipt. Als Mitch een keer naar de fotoshoot komt kust ze met Roger om Mitch jaloers te maken. Later gaat hij naar Southfork om met Lucy te praten, zij gooit hem verwijten naar het hoofd dat hij voor Evelyn wil kiezen en er vallen harde woorden. Evelyn nodigt Lucy uit om te praten en zegt ronduit dat ze Mitch wil, Lucy zegt dat ze veel ouder is en dat ze Mitch ook wil. Als Evelyn zegt dat Mitch al met haar naar bed geweest is loopt Lucy weg. Toch blijft Lucy hopen op een verzoening en gaat met goede moed praten met Mitch en zegt thuis dat ze weleens enkele dagen weg kan zijn, Mitch wil echter scheiden. Lucy wordt diezelfde avond ontvoerd door Roger en door het feit dat ze zei dat ze enkele dagen weg zou zijn slaat niemand alarm tot Mitch naar Southfork gaat omdat hij niets meer gehoord heeft. Lucy wordt gevonden en Mitch komt nog afscheid nemen en zegt dat hij Dallas verlaat en naar Atlanta verhuist. Het is onduidelijk of Evelyn nog een rol in zijn leven speelt.
Drie jaar later keert Mitch terug en verzoent hij zich met Lucy. Ze hertrouwen en Lucy verhuist mee naar Atlanta. Ook de tweede poging mislukt en in 1988 gaan ze voor een tweede keer uit elkaar.